# جايمي دوران باربا
جايمي دوران باربا هو مستشار سياسي إكوادوري، ولد في 5 ديسمبر 1947 في الإكوادور.